# Епархия Рино

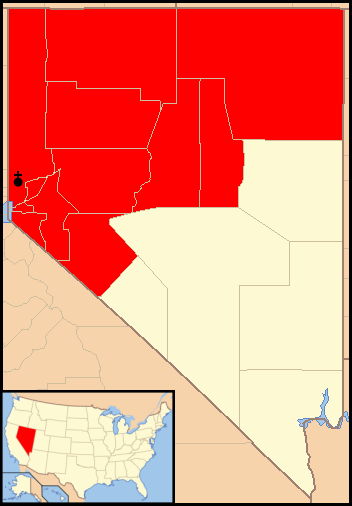
Расположение епархии Рино

Епархия Рино (лат. Dioecesis Renensis) — епархия Римско-Католической церкви в городе Рино, штат Невада, США. Епархия Рино входит в митрополию Лас-Вегаса. Кафедральным собором епархии Рино является Собор святого Фомы Аквинского.

## История
27 марта 1931 года Римский папа Пий XI издал буллу «Pastoris aeterni», которой учредил епархию Рино, выделив её из епархии Солт-Лейк и епархии Сакраменто.
13 октября 1976 года епархия Рино была переименована в епархию Рино-Лас-Вегаса. 21 марта 1995 года епархия Рино-Лас-Вегаса была разделена на епархию Лас-Вегаса и епархию Рино.
30 мая 2023 года епархия вошла в качестве суффрагана в митрополию Лас-Вегаса.

## Ординарии епархии
- епископ Томас Кили Горман[англ.] (24.04.1931 — 08.02.1952) — назначен епископом-коадъютором, позднее епископом Далласа
- епископ Роберт Джозеф Дуайер[англ.] (19.05.1952 — 09.12.1966) — назначен архиепископом Портленда
- епископ Майкл Джозеф Грин[англ.] (11.03.1967 — 06.12.1974)
- епископ Норман Фрэнсис Макфарланд[англ.] (10.02.1976 — 29.12.1986) — назначен епископом Оринджа
- епископ Дэниел Фрэнсис Уолш[англ.] (09.06.1987 — 21.03.1995) — назначен епископом Лас-Вегаса
- епископ Филипп Фрэнсис Стрэлинг[англ.] (21.03.1995 — 21.06.2005)
- епископ Рэндольф Роке Кальво[англ.] (23.12.2005 — 20.07.2021)
- епископ Дэниел Генри Мюггенборг[англ.] (с 20.07.2021)

## Источник
- Annuario Pontificio, Libreria Editrice Vaticana, Città del Vaticano, 2003, ISBN 88-209-7422-3
- Булла Pastoris aeterni, AAS 23 (1931), стр. 366  (лат.)